# Río Bueno
Pour les articles homonymes, voir Río et Bueno.
Río Bueno est une ville et une commune du Chili de la province de Ranco dans la région des Fleuves.

## Géographie
La commune de Río Bueno est située au sud de la Vallée Centrale du Chili. Le territoire de la commune est traversé par le río Bueno qui constitue l'émissaire du lac Ranco. L'agglomération de Río Bueno se trouve à 744 kilomètres à vol d'oiseau au sud de la capitale Santiago et à 62 kilomètres au sud-sud-est de Valdivia capitale de la Région des Fleuves.

## Démographie
En 2012, la population de la commune s'élevait à 31 382 habitants. La superficie de la commune est de 2 212 km2 (densité de 14 hab./km2).

## Économie
Le climat humide et les sols fertiles ont permis le développement de l'agriculture. La commune produit des céréales, des fruits, des légumes et des légumineuses. Une industrie agro-alimentaire diversifiée produit de la viande de boucherie, du cuir, de la bière et de la farine.

Position de Río Bueno (en rouge) au sein de la Région des Fleuves.